# Kozłek bzowy
Kozłek bzowy (Valeriana sambucifolia J. C. Mikan) – gatunek rośliny wieloletniej należący do rodziny kozłkowatych. Występuje w Północnej Europie, górach środkowej i południowej Europy. W Polsce dość częsty w Sudetach i Karpatach, na Nizinie Śląskiej, w Kotlinie Sandomierskiej, na wyżynach, w Wielkopolsce i na Pomorzu, brak na północnym wschodzie. Takson rodzimy.

## Morfologia

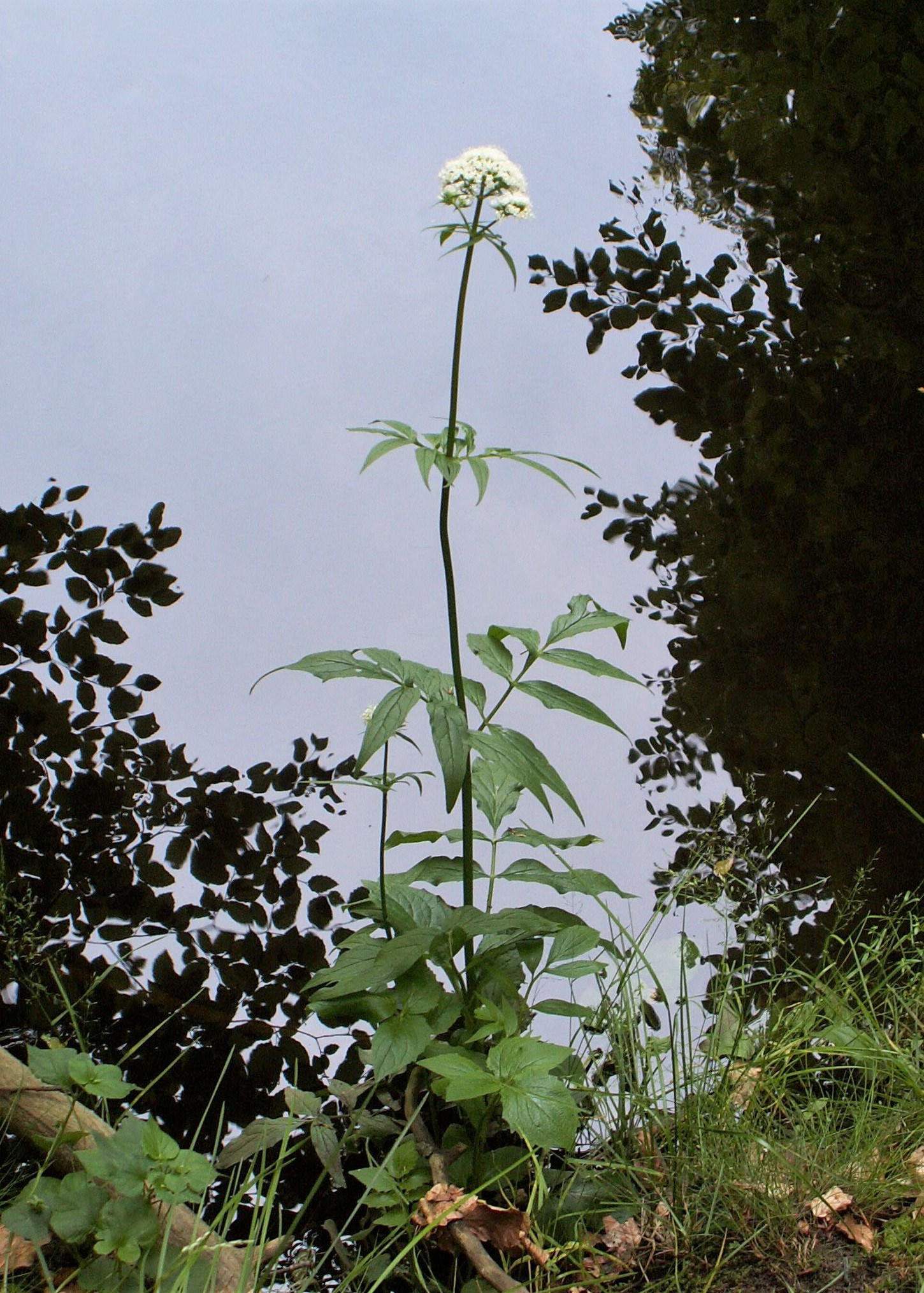
Pokrój

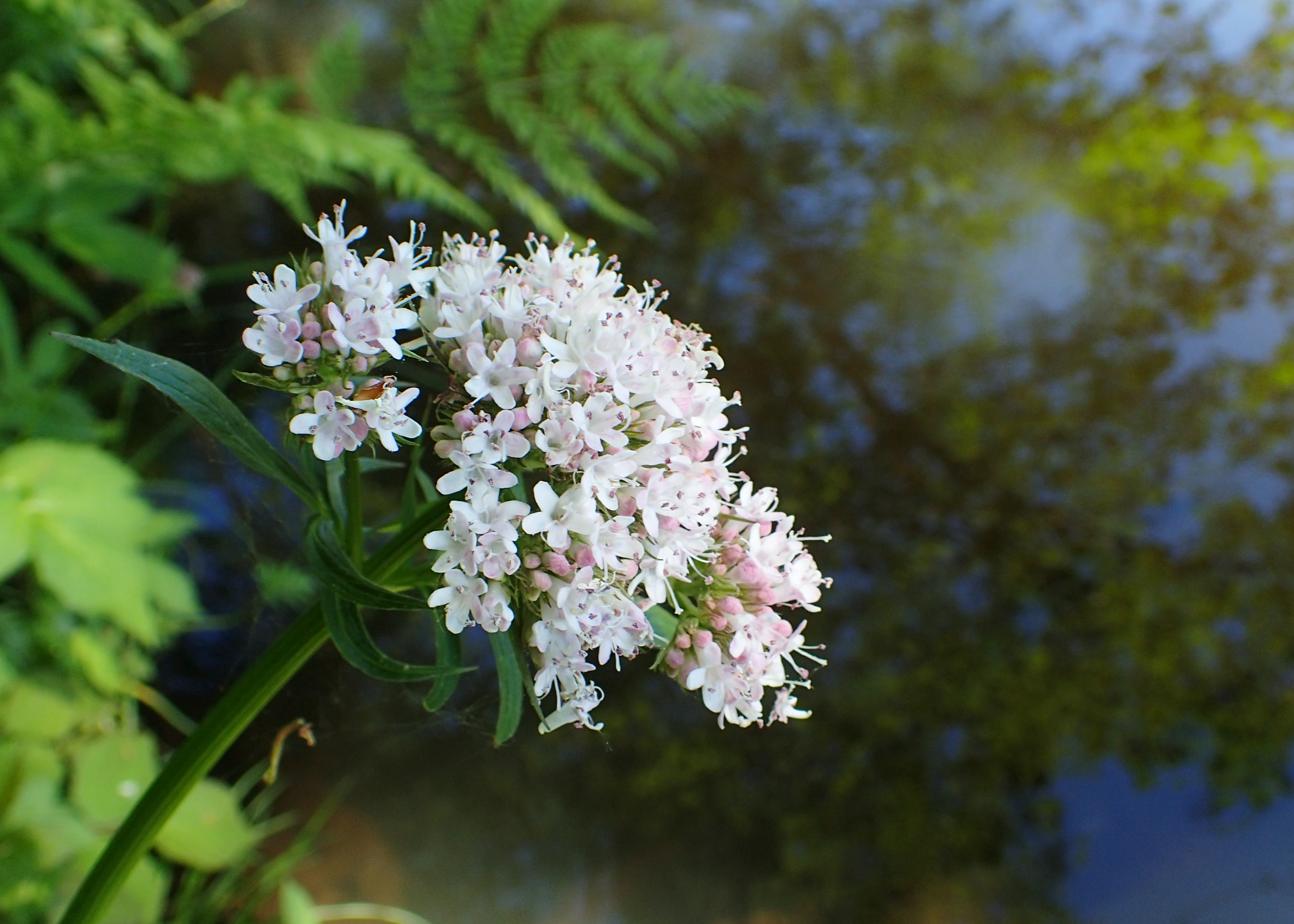
Kwiatostan

ŁodygaWzniesiona, mocna, bruzdowata, osiąga wysokość do 150 cm.
KłączeKrótkie, walcowate pod ziemią z długimi nadziemnymi rozgałęzionymi rozłogami.
LiścieLiście różyczkowe 3-5-listkowe, łodygowe, nieparzysto pierzastosieczne z 2-4 parami jajowatolancetowatych, zwykle grubo ząbkowanych listków bocznych, listki dolne i środkowe ogonkowe, górne siedzące.
KwiatyDrobne zebrane w baldachokształtne kwiatostany, białe, bladoróżowe lub liliowe. Kwitnie od maja do lipca.
OwocNiełupki.

## Biologia i ekologia
Bylina, hemikryptofit. Występuje w lasach łęgowych, olszynach, jaworzynach i ziołoroślach oraz nad brzegami potoków. W górach rośnie od regla dolnego po piętro kosodrzewiny, w ziołoroślach, widnych lasach, zwłaszcza olchowych, nad brzegami potoków, w źródliskach, na torfowiskach niskich, niezależnie od podłoża. Gatunek charakterystyczny dla związku (All.) Adenostylion alliariae (wysokogórskie ziołorośla i zarośla liściaste związane trwałym przepływem wody).

## Zastosowanie
- Roślina lecznicza.